# Fidia confusa
Fidia confusa är en skalbaggsart som beskrevs av Strother in E. Riley, S. Clark och Seeno 2003. Fidia confusa ingår i släktet Fidia och familjen bladbaggar. Inga underarter finns listade i Catalogue of Life.